# Gare de Blesme - Haussignémont
La gare de Blesme - Haussignémont est une ancienne gare ferroviaire française de la ligne de Paris-Est à Strasbourg-Ville, située sur le territoire de la commune d'Haussignémont, à proximité de Blesme, dans le département de la Marne, en région Grand Est.
La gare est fermée à tout trafic ferroviaire.

## Situation ferroviaire
Établie à 109 mètres) d'altitude, la gare de Blesme - Haussignémont est située au point kilométrique (PK) 217,109 de la ligne de Noisy-le-Sec à Strasbourg-Ville, entre les gares de Vitry-le-François et de Revigny. Gare de bifurcation, elle est l'origine de la ligne de Blesme - Haussignémont à Chaumont dont la première gare ouverte est Saint-Dizier.

## Histoire
Le grand bâtiment voyageurs de style néo-classique, qui date vraisemblablement des années 1850, existe toujours et sert d'habitation. Il est pratiquement identique à celui de la gare de Frouard.
Le statut de gare de bifurcation avec la ligne de Blesme - Haussignémont à Chaumont, construite dans les années 1850 par la Compagnie du chemin de fer de Blesme et Saint-Dizier à Gray explique sans doute la construction d'un bâtiment voyageurs plus grand qu'à Vitry-le-François.
La gare est fermée au service ferroviaire des voyageurs depuis mai 1988 (déclaration de la personne qui habite encore la gare et qui fut chef de cette gare)

## Service des voyageurs
Les trains de voyageurs ne s'arrêtent plus dans cette gare. Un service TER routier dessert la gare.

## Iconographie
- 499, Blesmes-Haussignémont (Marne) - Avenue de la Gare, éditeur Bodier et fils, Heiltz-le-Maurupt (Carte postale ancienne)
- 693, Blesmes-Haussignémont (Marne) - La Gare, éditeur Bodier et fils, Heiltz-le-Maurupt (Carte postale ancienne)
- 550-6-37, Haussignémont (Marne) - La Gare, édit Guillemin (Carte postale ancienne)